# Megalognatha mystaxa
Megalognatha mystaxa là một loài bọ cánh cứng trong họ Chrysomelidae. Loài này được Grobbelaar miêu tả khoa học năm 1993.